# مواد مگنتوکلریک
مواد مگنتوکلریک نمایانگر یک دسته جذاب و نوآورانه از مواد هستند که در پاسخ به تغییرات در یک میدان مغناطیسی کاربردی، تغییرات قابل‌توجه دما را تجربه می‌کنند. این پدیده منحصربه‌فرد، به نام اثر مگنتوکلریک، این مواد را به توجه تحقیقات علمی را به خود جذب کرده است. این مقاله به مطالعه ویژگی‌ها، عملکردها، کاربردها، تحقیقات در دست انجام، چالش‌ها و چشم‌اندازهای آینده مواد مگنتوکلریک می‌پردازد.

## ویژگی‌ها و عملکرد
اثر مگنتوکلریک از پاسخ درونی این مواد به تغییرات در یک میدان مغناطیسی خارجی برمی‌آید. هم‌آراستگی یا عدم هم‌آراستگی دوقطبی های مغناطیسی درون ماده به تغییرات دمایی بی دررو منجر می‌شود. این اثر بسیار قابل تنظیم است و وابسته به خصوصیات خاص ماده است، شامل حساسیت مغناطیسی، ظرفیت گرمایی و هدایت حرارتی ماده است. درک این ویژگی‌ها برای بهینه‌سازی کارآیی مواد مگنتوکلریک در کاربردهای مختلف بسیار حیاتی است.

## کاربردها

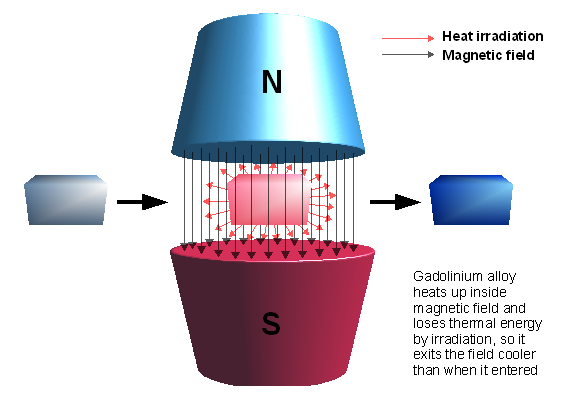
اثر مگنتوکلریک

مواد مگنتوکلریک در یک آرایه گسترده از فناوری‌ها کاربرد دارند، و یکی از زمینه‌های برجسته آن، یخچال مغناطیسی است. سیستم‌های یخچال مغناطیسی چندین مزیت ارائه می‌دهند، از جمله:
- افزایش بهره‌وری انرژی

- کاهش تأثیرات محیطی

- قابلیت خنک‌کنندگی بهبود یافته

علاوه بر استفاده مواد مگنتوکلریک در این نوع یخچال ها، تحقیقات در حال انجام نیز کاربردهای این مواد را در پمپ‌های گرما مغناطیسی، حسگر ها، و کاربردهای ممکن در بازیافت گرما از ضایعات بررسی می‌کند. این ویژگی‌های چندمنظوره مواد مگنتوکلریک آنها را به عنوان نامزدی مطمئن برای حل چالش‌ها در حوزه‌های مختلف فناوری می‌سازد.

## تحقیقات و توسعه
حوزه مواد مگنتوکلریک پویاست و پژوهشگران به طور پیوسته ترکیب‌های جدید را برای کاربردهای عملی کشف، و مواد موجود را بهینه می‌کنند. تلاش‌های هماهنگ در انواع رشته ها از جمله علوم مواد، فیزیک و مهندسی به هدف پاسخ به چالش‌های مرتبط با مقیاس‌پذیری، اثرات هیسترزیس و ادغام در سیستم‌های تجاری انجام می‌شود. پیشرفت‌های اخیر در مدل‌سازی محاسباتی و روش‌های سنتز مواد به افزایش سریع توسعه مواد مگنتوکلریک با خصوصیات بهبود یافته کمک کرده است.

## چالش‌ها و چشم‌اندازهای آینده
هر چند کاربردهای پتانسیلی مواد مگنتوکلریک گسترده هستند، اما چندین چالش باقی مانده است. این چالش‌ها شامل بهینه‌سازی مواد برای استفاده عملی، اطمینان از پایداری بلندمدت، حل اثرات هیسترزیس و افزایش تولید برای بهره‌وری تجاری هستند. چشم‌اندازهای آینده نه تنها شامل حل این چالش‌هاست بلکه شامل کاوش در مسیرهای نوین نیز می‌شود.

## کشف‌ها و یافته‌های قابل توجه
در ادامه به چند نمونه از کشف ها و یافته های قابل توجه در زمینه مواد مگنتوکلریک میپردازیم:

#### کشف اثر مگنتوکلریک عظیم در گادولینیوم (دهه ۱۸۸۰)

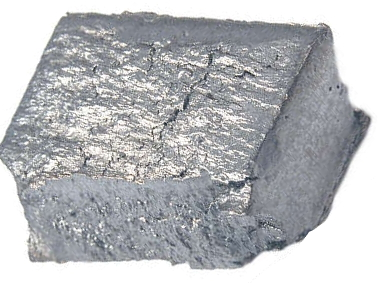
گادولینیم

گادولینیم یکی از اولین مواد بود که اثر مگنتوکلریک قابل‌ملاحظه‌ای در آن مشاهده شد. این کشف پایه‌ریزی برای درک ظرفیت مواد مغناطیسی در کنترل تغییرات دما قرار گرفت.

###### توسعه آلیاژهای نادر با خصوصیات مگنتوکلریک بهبودیافته (دهه ۱۹۹۰)
پژوهشگران آلیاژهای نادر، به ویژه گادولینیوم و دیسپروزیم را با خصوصیات مگنتوکلریک بهبودیافته شناسایی و توسعه دادند. این کشف منجر به بهبود کارآیی و کاربرد در سیستم‌های یخچال مغناطیسی شد.

#### تنظیم پاسخ مگنتوکلریک با ترکیب (دهه ۲۰۰۰)
دانشمندان کشف کردند که با تنظیم ترکیب مواد مگنتوکلریک، می‌توانند پاسخ مگنتوکلریک را به دقت تنظیم کنند. این کشف امکان ساخت مواد با خصوصیات خاص برای کاربردهای متنوع را باز کرد.

#### مواد مگنتوکلریک چندکاره (از سال ۲۰۱۵ به بعد)
تحقیقات اخیر بر روی ایجاد مواد مگنتوکلریک چندکاره تمرکز دارد که خصوصیات اضافی به جز اثر مگنتوکلریک سنتی را ارائه می‌دهند. این شامل مواد با ویژگی‌های مگنتوالاستیک، مگنتواستریکتیو یا چندکاره دیگر است، که دامنه کاربردهای آنها را گسترش می‌دهد.

#### پیشرفت‌های در مدل‌سازی محاسباتی (دهه ۲۰۱۰)
استفاده از تکنیک‌های پیشرفته مدل‌سازی محاسباتی به طراحی و بهینه‌سازی مواد مگنتوکلریک به شدت کمک کرده است. رویکردهای محاسباتی در پیش‌بینی و درک تعاملات پیچیده در این مواد به کمک تلاش‌های آزمایشی می‌آید.

#### کشف اثرهای مگنتوکلریک در نانومواد (دهه ۲۰۰۰)
بررسی خواص مگنتوکلریک نانومواد حقایق و رفتارهای منحصربه‌فردی را در مقیاس نانو نشان داد. این کشف امکان ساخت دستگاه‌های خنک‌کننده مغناطیسی کوچک و بسیار کارآمد را فراهم کرد.

#### ادغام مواد مگنتوکلریک در بازیافت گرما (از سال ۲۰۱۸ به بعد)
محققان از ادغام مواد مگنتوکلریک در سیستم‌های بازیافت گرما برای بهره‌وری از گرمای اضافی و تبدیل آن به انرژی قابل استفاده، استفاده کرده‌اند. این کاربرد پتانسیل بهبود بهره‌وری انرژی در فرآیندهای صنعتی مختلف را دارد.

#### شناسایی عناصر فراوان زمین برای کاربردهای مگنتوکلریک (از سال ۲۰۲۰ به بعد)
تحقیقات جاری به شناسایی و استفاده از عناصر فراوان زمین با خصوصیات مگنتوکلریک مطلوب می‌پردازد، که به حل مشکلات مربوط به کمبود برخی از عناصر نادر می‌پردازد و پایداری تکنولوژی‌های مگنتوکلریک را افزایش می‌دهد.

این کشف‌ها به طور قابل توجهی به تکامل حوزه مواد مگنتوکلریک کمک کرده‌اند و به شکل دادن کاربردها و راه‌های نوآورانه در سیستم‌های خنک‌کننده و مدیریت گرما کمک زیادی کرده‌اند.